# The Cliffters
The Cliffters var et dansk rockband, der blev dannet i 1960 med Johnny Reimar som forsanger.
Gruppens første pladeindspilning var som backinggruppe for gruppen 2xSøren.
Gruppens debutudgivelse var How Wonderfull To Know, og den nåede førstepladsen på Radio Mercurs histliste, der på dette tidspunkt var landets eneste radio-hitliste.
Herefter udkom andet album, og bl.a. Walk On By og Django. Sidstnævnte modtog gruppen guldplade for i 2014. Instrumentalnummeret "Django" er solgt som single i 18 lande, mens noderne er solgt til 42 lande.
Gruppen optrådte med ens hvide guitarer, lilla habitter og laksko. 
I 1962 medvirkede The Cliffters i Cirkusrevyen.
Under en koncert i KB Hallen fik forsangeren Reimar stød fra sin elguitar og måtte indlægges i en periode. Efter denne hændelse turde han ikke længere spille elguitar, og han påbegyndte en solokarriere. The Cliffters fortsatte et par år med skiftende forsangere for herefter at blive opløst omkring 1964.
I 1987 blev gruppen samlet igen for at spille i Tivolis Vise Vers Hus. Siden da har gruppen spillet sammen. heriblandt på Færgen Sjælland, hvor de har optrådt mere end 1000 gange.

## Medlemmer
- Johnny Reimar (forsanger og rytmeguitar)
- Tage Kørning (lead-guitar)
- Kaj Kristensen (percussion)
- John Hansen (elbas)
- Jan Pedersen (elguitar)
- Ole Rasmussen (keyboard)
- Jan Petersen (trommer)
- Jan Eliassson (bas)
- Niels Werner (lead-guitar)
- Mogens 'Django' Petersen (lead-guitar)
- Bjarne de la Motte (rytmeguitar, vookal)
- Torben Sardorf
- Henning Schmager (forsanger, elbas)
- Benny Nielsen
- Preben Devantier

## Diskografi

### Albums
- 25 År Efter (1987)
- 60'er Party (1990)
- XXX (1991)
- Gyldne Guitar Hits (1992)
- On The Rocks (1993
- Christmas Duets (1995)
- En Sang Og En Guitar (1998)
- Greatest Now (1998)

### Singler
- My heart and I / How wonderful to know (1961)
- But I do / What'd I say (1961)
- Walkin' back to happiness / Travellin' home (1961)
- Django / Amapola (1962)
- I never had a chance / Walk on by (1962)
- Just as I did / When my little girl is smiling (1962)
- Twistin' Patricia / Perfidia (1962)